# Кордуба, Мирон Михайлович
Мирон Кордуба (укр. Мирон Кордуба; 2 марта 1876, Остров, Галиция, Австро-Венгрия  2 мая 1947, Львов, УССР) — украинский историк, публицист, библиограф.

## Биография
Родился в семье греко-католического священника. Окончил сельскую школу, учился в гимназии в Тарнополе и Львовской академической гимназии.
Изучал философию во Львовском университете и всеобщую историю в Вене, там же в 1898 г. защитил диссертацию на тему «История и отношения в Галицком княжестве XIII века». Работал в Венской университетской библиотеке, был избран президентом студенческого академического общества «Сечь». Собирал материалы для историко-географического словаря Галиции, переводил на украинский язык произведения Ги де Мопассана и Гёте.
В 1900—1913 гг. преподаватель всеобщей истории и географии в гимназии в Черновцах, с 1903 г. — член НТШ. Занимался исследованиями в архивах Вены, Кракова, Львова, Варшавы, Москвы и Бухареста.
В 1918—1919 гг. — консул ЗУНР в Вене, редактор «Республики» — официального правительственного печатного органа ЗУНР. В 1920 г. вернулся во Львов, преподавал историю в гимназии, в 1922—1923 гг. — в Тайном Украинском университете Львова. С 1929 г. — профессор восточноевропейской истории, с 1937 г. — профессор истории Украины Варшавского университета.
С 1940 г. — профессор исторического факультета Львовского университета, с 1944 г. — заведующий кафедрой истории южных и западных славян, старший научный сотрудник Львовского отделения Института истории АН УССР.
Умер во Львове, похоронен на Лычаковском кладбище.
Был женат (с 1901 г.) на Евгении Цегельской — сестре Лонгина Цегельского. В семье было трое детей.

## Сочинения
- Молдавсько-польська границя на Покутті до смерти Стефана Великого // Зап. Наук. Тов. iм. Шевч. Львів, 1906.
- Венецьке посольство до Хмельницького (1650 р.) // Зап. Наук. Тов. iм. Шевч. Львів, 1907, с. 51-89.
- Австрійське посередництво між Хмельницьким і Польщею // Зап. Наук. Тов. iм. Шевч. Львів, 1908.
- Zur Frage über die moldavisch-polnische Grenze in den Jahren 1433—1490 // Jahresbericht des K.K. zweiten Staatsgymnasiums in Czernowitz, 1909—1910, Bd. XIII.
- Die Anfänge des ukrainischen Kosakentum // Zeitschrift für osteuropäische Geschichte. Berlin, 1912. Bd. II.
- Північно-західна Україна. Відень: накл. Союзу Визволення України, 1917.
- Territorium und Bevölkerung der Ukraine: eine geographisch-statistischer Beitrag. Wien: Verl. des «Wistnyk Žytia», 1919. (французская версия — Le territoire et la population de l’Ukraine: contribution geographique et statistique. Berne: Suter, 1919).
- Bukovina. Praha: Čas, 1919.
- Земля свідком минулого. Географічнi назви як iсторичне жерело. Львів, 1924.
- Західне пограниччя Галицької держави // Зап. Наук. Тов. iм. Шевч. Львів, 1925.
- Короткий огляд исторії України // Ukrainisches Lesebuch mit Glossar. Berlin: Walter de Gruyter & Co., 1927.
- Der Ukraine Niedergang und Aufschwung // Zeitschrift für osteuropäische Geschichte. Berlin, 1932. Bd. VI.
- Contributions a l’histoire de l’Ukraine au VII Congres international des sciences historiques, Varsovie, Aout 1933. Leopol: Soc. sci. au nom de Chevtchenko, 1933.
- Michael Hruševskyj als Forscher und als Organisator der wissenschaftlichen Arbeit // Zeitschrift für osteuropäische Geschichte. Berlin, 1935. Bd. IX.
- La litterature historique sovietique ukrainienne. Varsovie: Bull. d’information des sciences hist. en Europe Orientale, 1938.
- Болеслав-Юрий II: останній самостійний володар Галицько-Волинської держави: з нагоди 600-ліття його смерти. Краків: Укр. видавництво, 1940.
- Богдан Хмельницький у Белзчинi й Холмщинi. Краків: Укр. видавництво, 1941.
- Iсторія Холмщини й Підляшшя. Краків: Укр. видавництво, 1941.